# Enrique Sánchez Abulí
Enrique Sánchez Abulí   (Palau del Vidre, 20 de febrer de 1945) és un guionista de còmic i traductor català, cèlebre per la seva sèrie Torpedo 1936, realitzada en col·laboració amb el dibuixant Jordi Bernet.
El 2015 va guanyar el Gran Premi del Saló Internacional del Còmic de Barcelona, en reconeixement de la trajectòria professional de tota la seva vida.

## Biografia

### Inicis
Fill del també guionista Enrique Sánchez Pascual, Abulí va iniciar la seva carrera com a guionista en els anys seixanta, treballant en la col·lecció Hazañas Bélicas i per a l'agència Selecciones Ilustradas.
A començaments dels anys setanta, va col·laborar amb els dibuixants Chiqui de la Fuente i Joan Bernet Toledano a les revistes "Gaceta Junior" i "Trinca", respectivament.

### En elboom del còmic
Ja el 1979, Abulí va començar a escriure per a la revista "1984", però no va assolir la celebritat fins al 1983, quan va crear Torpedo 1936 amb el dibuixant nord-americà Alex Toth. Quan Toth abandonà la sèrie en considerar-la "massa violenta", la va continuar amb Jordi Bernet, col·laborador seu en sèries posteriors com De vuelta a casa, Historias Negras i La naturaleza de la bestia.
El 1985 va dirigir la revista Cimoc en els seus números 46 a 60, on va serialitzar Demasiado Humano amb Antoni Garcés i Moko amb Geniés, fill de Manfred Sommer i dibuixant també de Alex Mágnum.

### Treballs posteriors
El 1992, Abulí va publicar a El Jueves una altra de les seves grans sèries: Kafre, amb Das Pastoras. També va participar en la col·lecció Relatos del Nuevo Mundo i va col·laborar a 13 Relatos Negros amb el dibuixant argentí Oswal.
Durant anys va col·laborar amb el dibuixant xilè Félix Vega per a la revista "Playboy", realitzant historietes eròtiques mensuals. Amb el mateix dibuixant va publicar en Planeta María Dolares i Asesinos Anónimos; aquesta última va ser obra de teatre abans que còmic. És així mateix guionista de Historias Tremendas, llibre a tres bandes amb els dibuixants Oswal i Darko.
El 1995, va tornar a treballar en la revista "El Jueves" amb el dibuixant Antoni Garcés en la sèrie Bobot.
En l'actualitat col·labora amb Norma Editorial traduint còmics, i fa projectes, normalment dibuixats per amics seus com Oswald, Félix Vega i Darko.

## Obra
| Anys | Títol                                         | Dibuixant               | Tipus          | Publicació                                                                                |
| ---- | --------------------------------------------- | ----------------------- | -------------- | ----------------------------------------------------------------------------------------- |
| 196  | Hazañas Bélicas                               |                         | Serial         | Ediciones Toray                                                                           |
| 1970 | Curro                                         | Chiqui de la Fuente     | Sèrie          | Gaceta Junior                                                                             |
| 1971 | Juanito, er Kiko                              | Bernet Toledano         | Sèrie          | Trinca                                                                                    |
| 1974 | Buck y familia                                | Buxadé                  | Àlbum de còmic | Producciones Editoriales                                                                  |
| 1974 | Medicina mágina                               | Leandro Blanco          | Àlbum de còmic | Producciones Editoriales                                                                  |
| 1977 | Jeff Blake, el Hombre de Pinkerton nº 9       | Luis Bermejo            | Sèrie          | Kung-Fu                                                                                   |
| 1979 | La Esfinge                                    | Esteban Maroto          | Sèrie          | 1984                                                                                      |
| 1982 | Zodíaco                                       | Esteban Maroto          | Sèrie          | 1984                                                                                      |
| 1983 | Torpedo 1936                                  | Alex Toth, Jordi Bernet | Sèrie          | Creepy                                                                                    |
| 1983 | El misionero                                  | Amador                  | Sèrie          | Comix Internacional + Ilustración                                                         |
| 1983 | Perla                                         | José Ortiz, Cardona     | Sèrie          | Metropol                                                                                  |
| 1984 | Brumas                                        | Juan Boix               | Sèrie          | Creepy                                                                                    |
| 1984 | De vuelta en casa                             | Jordi Bernet            | Sèrie          | Zona 84                                                                                   |
| 1985 | Alex Magnum                                   | Geniés                  | Sèrie          | Zona 84                                                                                   |
| 1985 | Demasiado humano                              | Antoni Garcés           | Sèrie          | Cimoc                                                                                     |
| 1985 | Moko                                          | Geniés                  | Sèrie          | Más Madera!                                                                               |
| 1988 | Insegurini                                    | Martz Schmidt           | Sèrie          | TBO                                                                                       |
| 1992 | Kafre                                         | Das Pastoras            | Sèrie          | El Jueves                                                                                 |
| 1992 | El buitre es ave de paso                      | Oswald                  | Sèrie          | Makoki                                                                                    |
| 1992 | Historias negras                              | Jordi Bernet            | Sèrie          | Makoki                                                                                    |
| 1992 | Magallanes y Elcano - El océano sin fin       | Luis Bermejo            | Àlbum de còmic | Sociedad Estatal Quinto Centenario / Planeta DeAgostini: Relatos del Nuevo Mundo, núm. 5  |
| 1992 | La epopeya de Chile - La Tierra de la Quimera | Alfonso Font            | Àlbum de còmic | Sociedad Estatal Quinto Centenario / Planeta DeAgostini: Relatos del Nuevo Mundo, núm. 18 |
| 1995 | Bobot                                         | Antoni Garcés           | Sèrie          | El Jueves                                                                                 |